# Galesburg Yard

Der Galesburg Yard ist ein Rangierbahnhof der BNSF Railway südlich von Galesburg in Illinois. Er geht auf einen Güter- und Rangierbahnhof der Chicago, Burlington and Quincy Railroad (CB&Q) zurück, der ab 1905 zu einem der größten Rangierbahnhöfe in den USA ausgebaut wurde. Galesburg entwickelte sich Anfang des 20. Jahrhunderts zum wichtigsten Eisenbahnknotenpunkt der CB&Q, durch den die Hauptstrecken von St. Paul nach St. Louis und Kansas City (Nord-Süd) und von Chicago nach Omaha und Kansas City (Ost-West) verliefen. Nahezu alle Personen- und Güterzüge der CB&Q passierten Galesburg, wo sich auch ein großes Bahnbetriebswerk mit mehreren Ringlokschuppen befand. Die CB&Q ging 1970 in der Burlington Northern Railroad (BN) auf, die den Rangierbahnhof bis 1984 modernisierte. Im Jahre 1995 fusionierte die BN mit der Atchison, Topeka and Santa Fe Railway zur heutigen BNSF Railway (Burlington Northern Santa Fe), die den Galesburg Yard aufgrund seiner Bedeutung für das neu entstandene Netz bis 1997 auf 62 Richtungsgleise erweiterte. Bis 2004 wurden diese zur Vergrößerung der Einfahrgruppe auf 48 reduziert. Nach dem Argentine Yard in Kansas City und dem Northtown Yard in Minneapolis ist er heute der drittgrößte Rangierbahnhof im Netz der BNSF Railway.

## Geschichte
| Chicago |

| Aurora |

| Burlington |

| Quincy |

| Peoria |

| Savanna |

| St. Louis |

| Galesburg |

| Illinois |

Netz der CB&Q um 1901 (  Illinois)
Anfang der 1850er Jahre baute die Chicago and Aurora Railroad ihre Strecke weiter westwärts Richtung Galesburg aus, das Ende 1854 erreicht wurde. James Frederick Joy erweiterte später das Netz durch Zukäufe kleinerer Eisenbahngesellschaften zum Mississippi River nach Burlington und Quincy und expandierte in der Folgezeit mit der neuen Chicago, Burlington and Quincy Railroad (CB&Q) bis nach St. Paul im Norden, nach St. Louis im Süden und zum Missouri River nach Kansas City und Omaha im Westen sowie darüber hinaus. Joy schuf eine der erfolgreichsten Eisenbahngesellschaften des 19. Jahrhunderts in Amerika, deren wichtigster Knotenpunkt zwischen den Nord-Süd- und Ost-West-Verbindungen die Stadt Galesburg in Illinois werden sollte.

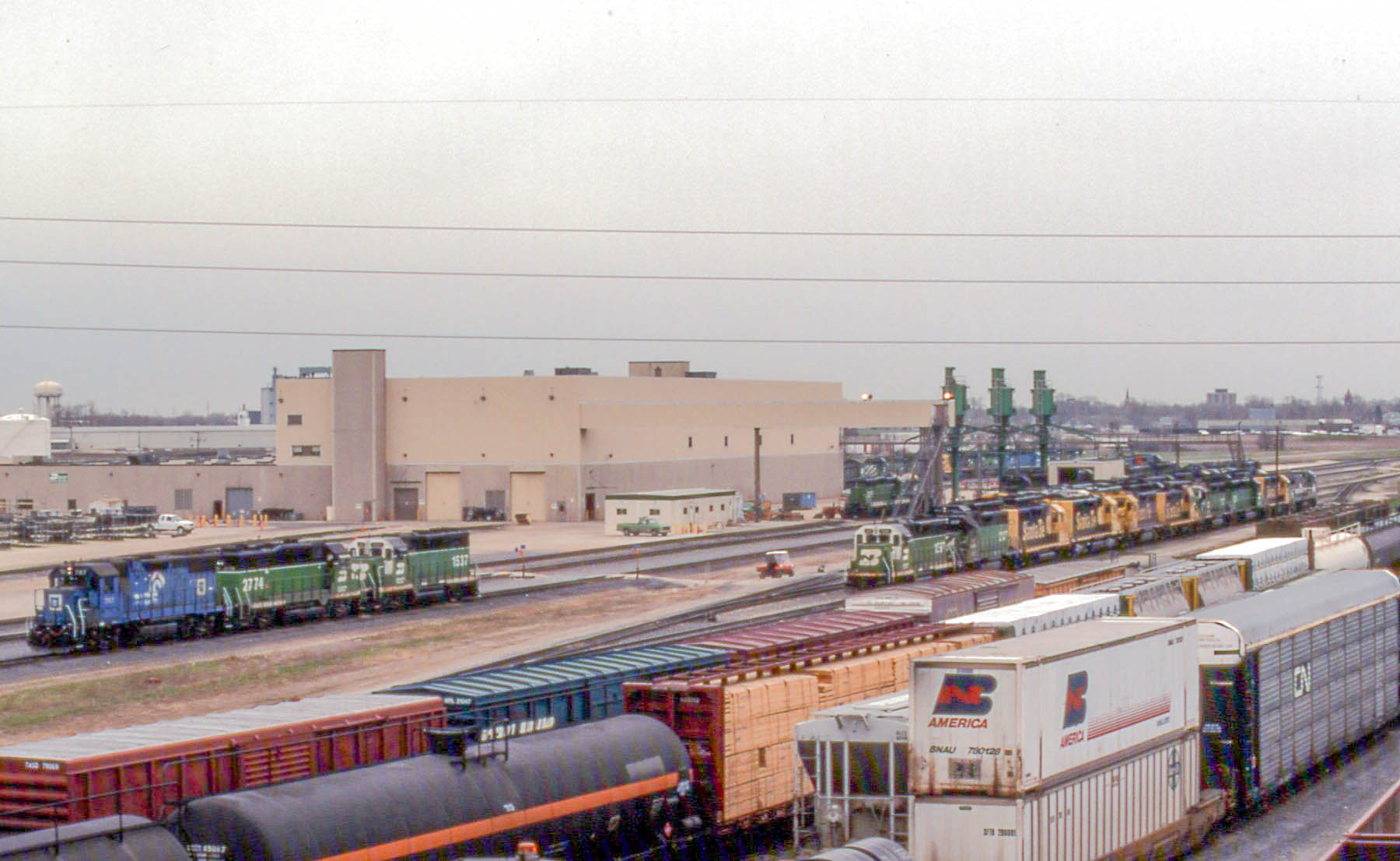
Das Bahnbetriebswerk für Diesellokomotiven aus den 1980er Jahren

Neben einem Güter- und Personenbahnhof entstand hier ein großes Bahnbetriebswerk mit mehreren Ringlokschuppen, das mit der Zunahme des Eisenbahnverkehrs Anfang des 20. Jahrhunderts weiter ausgebaut wurde. Zudem errichtete die CB&Q südlich davon ab 1905 einen großen Rangierbahnhof, der sich über fünf Kilometer entlang der Verbindung nach Quincy im Südwesten erstreckte. Er bestand aus zwei parallel verlaufenden Flachbahnhöfen mit Ablaufberg für den Verkehr in Nord- und Süd-Richtung. Die hintereinander folgenden Gleisfelder besaßen jeweils sechs Gleise in der Einfahrgruppe, 21 Gleise in der Richtungsharfe und sechs Gleise in der Ausfahrgruppe; die Gleislänge des Rangierbahnhofs belief sich auf insgesamt etwa 50 km. Im Jahr 1914 passierten täglich über 200 Züge Galesburg, davon 130 Güterzüge. Auf dem Rangierbahnhof wurden täglich bis zu 7000 Güterwagen neu zusammengestellt, wozu 32 Rangierlokomotiven zum Einsatz kamen. Am Südende des Rangierbahnhofs befindet sich seit 1908 eine Fertigungsstätte für Bahnschwellen, wo damals die Holzschwellen für ein Großteil des Schienennetzes der CB&Q aufgearbeitet, imprägniert und gelagert wurden. Die jährliche Bearbeitung lag hier bei 1,5 Millionen Schwellen, das Werk wird heute von Koppers betrieben.
Die CB&Q modernisierte den Rangierbahnhof in den 1930er und 1940er Jahren und automatisierte den Betrieb der beiden Flachbahnhöfe, die auf insgesamt über 60 Gleiskilometer ausgebaut wurden. Im Jahre 1947 wurden täglich etwa 6000 Güterwagen rangiert, 1963 lag die Zahl noch bei 5500. Trotz des Rückganges des Personenverkehrs passierten in den 1960er Jahren noch etwa 80 Züge täglich den Galesburg Yard. Mit dem Ausbau des Straßennetzes in den USA verlagerte sich der Personen- und Güterverkehr zunehmend auf die Straße, was ab den 1960er Jahren die großen Eisenbahnnetze in Nordamerika immer unrentabler machte und in der Folgezeit zu mehreren Insolvenzen und Fusionen der Eisenbahngesellschaften führte. Die CB&Q fusionierte 1970 mit mehreren anderen Gesellschaften zur Burlington Northern Railroad (BN), die den Rangierbahnhof Anfang der 1980er Jahre erneut modernisierte. Bis 1984 wurden die Gleisanlagen für 80 Mio. US-Dollar komplett umgebaut, wobei die ursprüngliche Trennung der Flachbahnhöfe nach Verkehrsrichtung sowie die hintereinander folgende Anordnung der Gleisfelder aufgegeben wurde. Dadurch wurden längere Gleise in den jeweiligen Gruppen möglich, die Ein- und die Ausfahrgruppe (je 5 Gleise) lagen danach oberhalb der Gleisharfe (32 Gleise) und umschlossen diese mit ihren Ausläufern teilweise. Diese Anordnung besteht bis heute und die Züge werden über entsprechende Ausziehgleise zwischen den Gruppen transferiert. Die maximale tägliche Kapazität lag nach dem Umbau bei 2500 Güterwagen.
Im Zuge des Umbaus wurde auch das alte Bahnbetriebswerk am Nordende des Rangierbahnhofs einschließlich der Ringlokschuppen abgerissen und durch eine moderne Wartungshalle für Diesellokomotiven ersetzt. Der Rechteckschuppen mit zwei durchgehenden Gleisen – sowie weitere Anlagen zur Betankung – befinden sich heute auf der Westseite des Areals, oberhalb der Richtungsharfe.

## Heutige Anlage

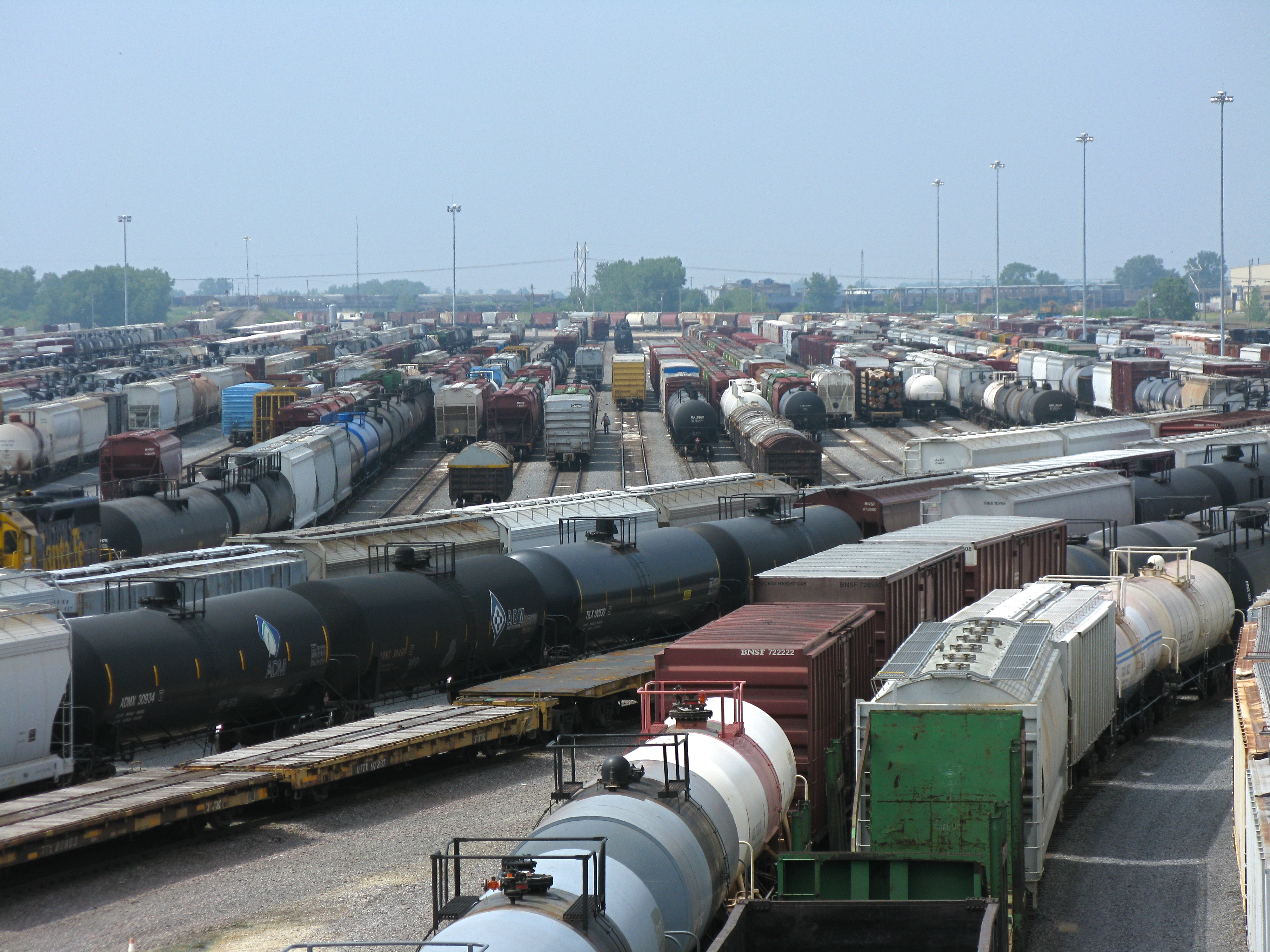
Blick in Richtung Südwest auf die Gleise der Ausfahrgruppe, die die Richtungsharfe (48 Gleise) auf der Westseite umschließen

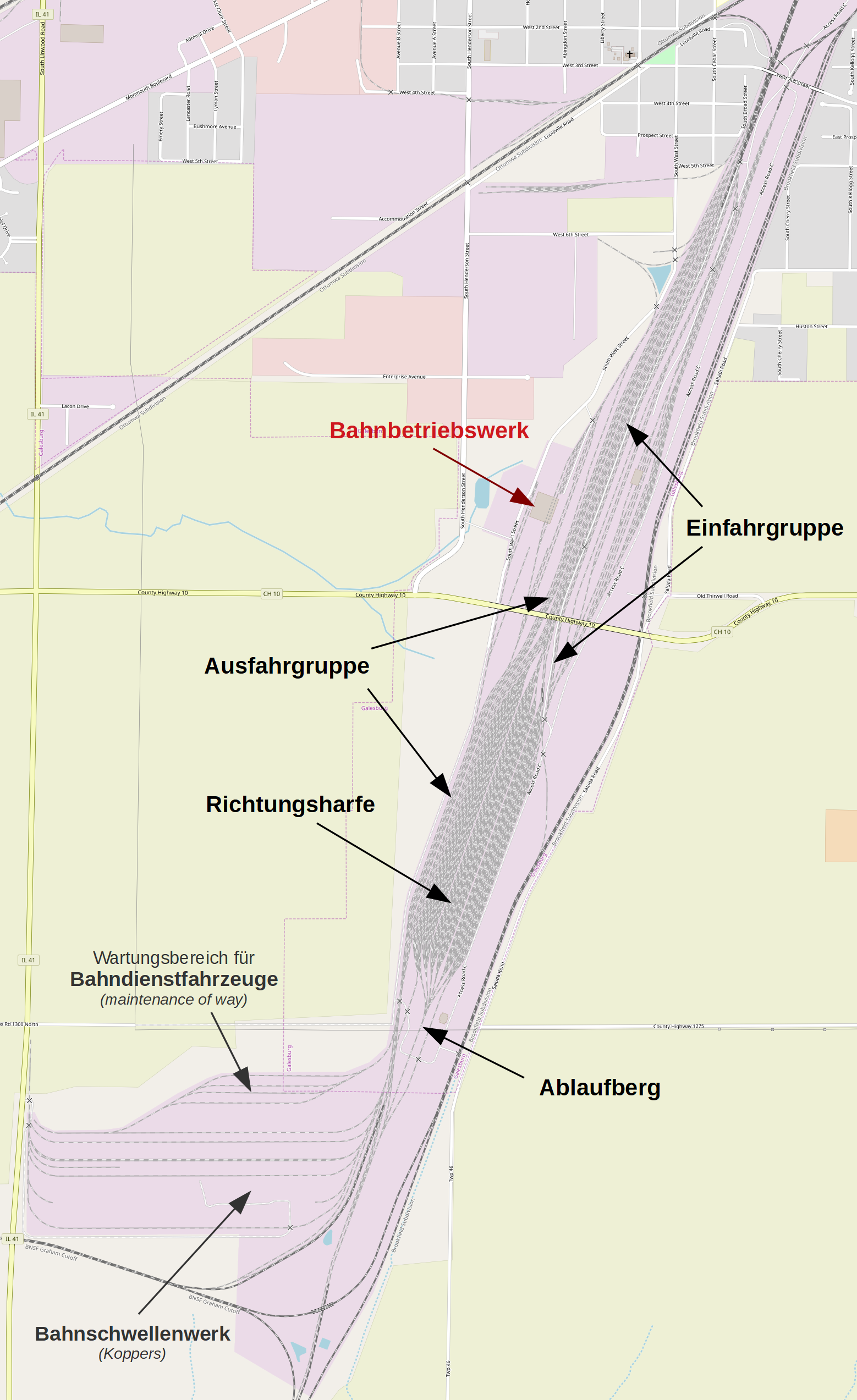
Lage und Gliederung des Rangierbahnhofs, oben die Stadt Galesburg

Im Jahre 1995 fusionierte die BN mit der Atchison, Topeka and Santa Fe Railway zur heutigen BNSF Railway (Burlington Northern Santa Fe), die den Galesburg Yard aufgrund seiner Bedeutung für das neu entstandene Netz mehrfach erweiterte, wobei die vorhandene Anordnung der Gleisfelder beibehalten wurde. Der Rangierbahnhof nimmt seit über 100 Jahren nahezu die gleiche Fläche ein, die sich vom südlichen Stadtrand von Galesburg über fünf Kilometer in südwestliche Richtung erstreckt. Im Norden beginnend gliedern sich die Gleisanlagen heute in die Einfahrgruppe und die Ausfahrgruppe mit jeweils acht Gleisen von über zwei Kilometer Länge, woran sich die Richtungsharfe anschließt. Der Ablaufberg befindet sich am Südende der Gruppe und die Güterwagen werden in Richtung Norden in die Richtungsgleise abgedrückt. Die Richtungsgruppe wurde 1996 auf 48 Gleise vergrößert und ein Jahr später auf 62. Zusätzlich erhielten die Ein- und die Ausfahrgruppe zusätzliche Gleise. Bereits 2004 kam es erneut zu einer Umgestaltung, wobei 14 Richtungsgleise entfernt wurden, um die Einfahrgruppe auf über 2,4 km Länge zu erweitern.
Auf der Westseite befinden sich neben der Ausfahrgruppe das Bahnbetriebswerk für die Wartung der Diesellokomotiven und gegenüber auf der Ostseite eine kleinere Wartungshalle für Güterwagen. Ebenfalls auf der Ostseite verlaufen mehrere Umfahrungsgleise, die für Blockzüge mit Massengut genutzt werden. Für diese besteht kein Bedarf an Unterwegsbehandlungen und in Galesburg wird nur das Zugpersonal gewechselt. Am Südende befinden sich noch ein Wartungsbereich für Bahndienstfahrzeuge zur Gleiskontrolle und -instandsetzung (maintenance of way) sowie das heute von Koppers betriebene Bahnschwellenwerk.